# Urmas Sisask
Urmas Sisask (ur. 9 września 1960 w Rapli, zm. 17 grudnia 2022) – estoński kompozytor.

## Życiorys
Naukę kompozycji rozpoczął w Szkole Muzycznej w Tallinnie, gdzie uczyli m.in. Anatoli Garšnek, René Eespere i Mati Kuulberg. Kontynuował naukę u René Eespere w Państwowym Konserwatorium w Tallinnie, które ukończył w 1985 roku. 
Od 1985 roku mieszkał w miejscowości Jäneda w gminie Tapa, gdzie pracował jako dyrektor artystyczny lokalnego domu kultury (do 1998 roku), nauczyciel muzyki oraz organizator różnych muzycznych przedsięwzięć. Zainteresowania Urmasa Sisaska obejmują również astronomię, w 1994 roku w Jänedzie otwarto tzw. Muzyczną Wieżę Obserwacyjną, w której dwa lata później urządził on planetarium. Prowadzi tam obserwacje astronomiczne oraz organizuje wykłady i koncerty. Wiele z komponowanych przez niego utworów nawiązuje do tematyki obiektów astronomicznych. 
Uznanie przyniosły mu kompozycje muzyki chóralnej: pieśni chóralne, motety, kantaty, oratoria, msze oraz inne utwory sakralne. Tworzy także utwory na fortepian oraz utwory orkiestrowe.
W 2001 roku został uhonorowany Orderem Gwiazdy Białej IV Klasy.